# حواء عبد الله محمد صالح

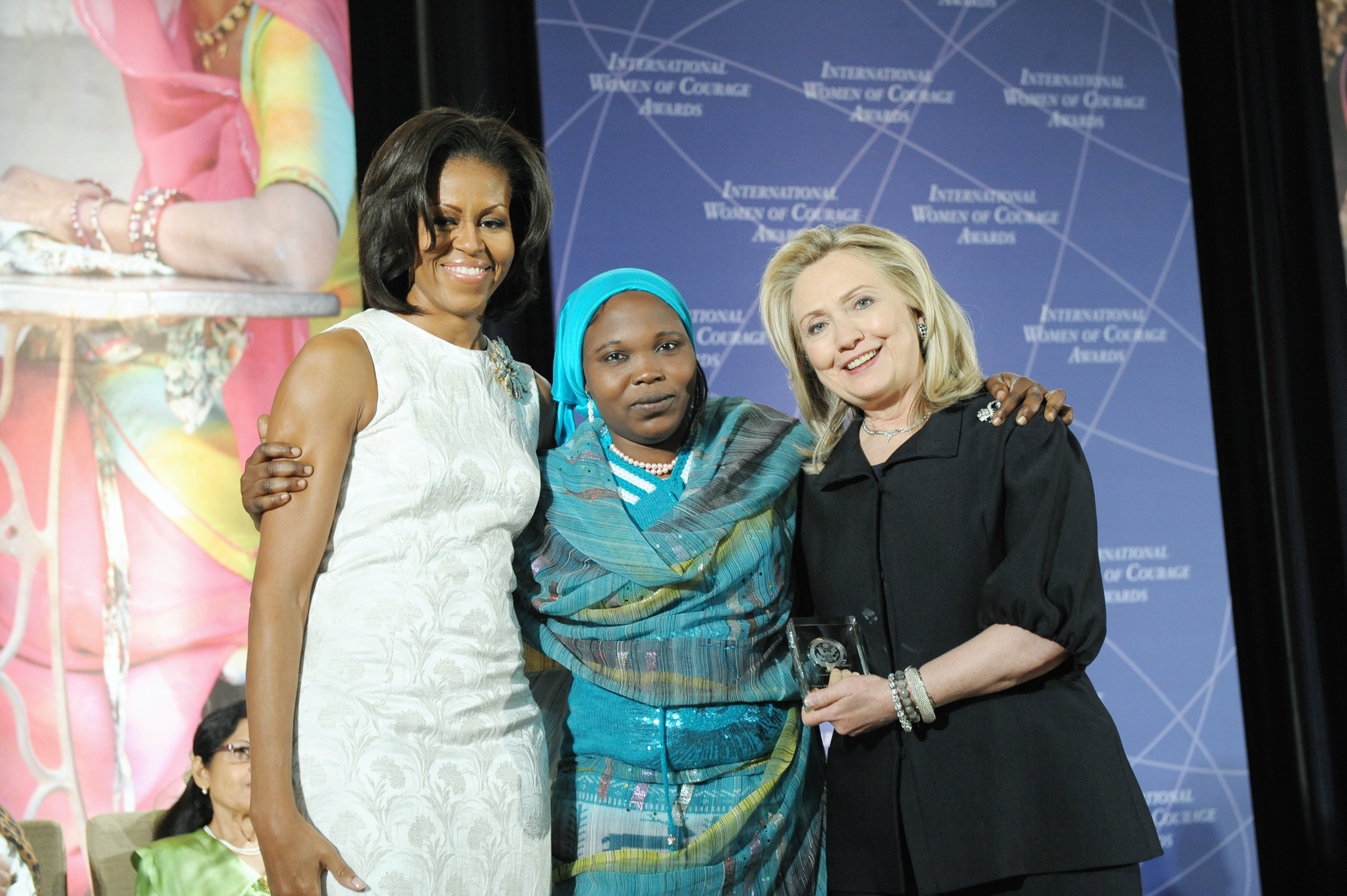
حواء مع ميشيل أوباما وهيلاري كلينتون.

حواء عبد الله محمد صالح ناشطة سودانية.
ولدت في شمال دارفور لكنها اضطرت إلى مغادرتها بسبب القتال الدائر بين القوات الحكومية ومتمردي دارفور.
أنتقلت إلى أبو شوك مخيم داخلي للأشخاص المشردين، حيث عملت مع مسؤولي الأمم المتحدة والمنظمات غير الحكومية والمركز الأمريكي لنشر المعلومات والوعي حول الأوضاع في المخيم.
ألقي القبض عليها ثلاث مرات بسبب عملها، واختطفت مرتين من قبل الأمن القومي وأعتقلت، بما في ذلك في عام 2011 عندما كانت محتجزة لمدة شهرين وعذبت وأغتصبت في سجن الولاية في الخرطوم. وفرت من السودان في عام 2011.
تلقت في 2012 جائزة أشجع امرأة دولية.
اعتبارا من 2013 سعت إلى اللجوء في الولايات المتحدة.